# Mathilde Laigle
Mathilde Laigle (Vandoncourt, 1865 – Beaumont-de-Pertuis, 1º maggio 1949) è stata un'insegnante e storica francese.

## Biografia
Mathilde Laigle fu una personalità francese dell'inizio del ventesimo secolo. Dal 1895 al 1903, fu la governante dei figli del governatore dello Iowa, William Larrabbe.
Dopo essersi laureata alla Columbia University, sostenendo una tesi sulla letteratura francese medievale, diventa professoressa di letteratura medievale presso l'università Wellesley College.
Fu la prima a pubblicare un'edizione critica del Libro delle Tre virtù. Fu inoltre una scrittrice di romanzi per bambini, il cui lavoro più importante rimane Une heure au château d'Étupes.
Morì a Beaumont-de-Pertuis nel 1949.